# ناظر و منظور
ناظر و منظور منظومهٔ عاشقانه‌ای از وحشی بافقی است که در سال ۹۶۶ قمری به پایان رسیده و ۱۵۶۱ بیت دارد.
مثنوی ناظر و منظور در وزن مفاعیلن مفاعیلن فعولن و بحر هزج مسدس محذوف سروده شده است‌.

## داستان
پادشاه و وزیری پس از سال‌ها صاحب فرزند می‌شوند. پادشاه نام پسر خود را منظور و نام پسر وزیر را ناظر می‌گذارد. دو پسر با هم به مکتب می‌روند و در مکتب‌خانه، «ناظر» عاشقِ «منظور» می‌شود که بسیار زیباست. معلم عشق آنها را برای وزیر فاش می‌کند. وزیر از ترس شاه، چاره را چنین می‌اندیشد که آن دو از هم جدا شوند: پس «ناظر» به خواست پدر ولی علیرغم میل خودش به منظور فراگیری رسم بازرگانی و تجارت، با دیدگان اشکبار مجبور به ترک وطن می‌شود و «منظور» بی‌خبر از ناظر، تنها روزگار می‌گذراند. بعدها «منظور» شاه می‌شود و «ناظر» را وزیر خود می‌کند.

## نمونه شعر
در وصف منظور:
| فکنده فتنهٔ او در جهان شور |  | مدامش نرگس بیمار مخمور   |
| زنخدانش بر آن رخسار دلکش  |  | معلق کرده آبی را در آتش  |
| فروغ ساعدش از آستین‌ها     |  | چو نور شمع از فانوس پیدا |